# 希伯来协和学院
希伯来协和学院（Hebrew Union College-Jewish Institute of Religion，HUC, HUC-JIR或The College-Institute）是美洲最古老的犹太教神学院，培养犹太教改革派拉比的主要神学训练中心。

## 历史
希伯来协和学院成立于1875年，由拉比以撒·麦耶·怀斯（Isaac Mayer Wise）在俄亥俄州辛辛那提创办。1950年，通过合并竞争对手、改革派的Jewish Institute of Religion，在纽约市建立了第二座校园。1954年，在洛杉矶建立了第3座校园。1963年，在耶路撒冷建立了第4座校园。
今天，希伯来协和学院已经成为一所国际性的神学院，